# Chynna
Chynna Marie Rogers (19 серпня 1994 – 8 квітня 2020 року), відома як Chynna, була американською реперкою, диск-жокеєм і моделлю, пов’язаною з гуртом ASAP Mob.

## Біографія
Роджерс народилася у Філадельфії, штат Пенсільванія, де відвідувала школу Джулії Р. Мастерман. У середній школі у неї розвинувся інтерес до письменництва, і в неї була ідея написати книгу. У старшій школі це переросло в написання повноцінних пісень. Свою першу пісню Selfie вона записала у підвалі подруги, незабаром після закінчення школи.
Роджерс почала працювати моделлю у віці 14 років і займалася моделінгом до 16, з агентством Ford. Її модельна кар'єра була короткою, оскільки справжньою пристрастю була музика.
Не отримавши стипендії, вона відкинула ідею вступити до коледжу і почала серйозніше займатися музикою.
З 2014 по 2016 роки Роджерс перебувала у стосунках з репером Нью-Джерсі Dash з H'z Global.

## Кар’єра
Роджерс приєдналася до ASAP Mob завдяки ASAP Yams, до якого вона звернулася в Twitter. Після спілкування поза музичними студіями вона стала його стажеркою. Протягом кар’єри вона боролася із наркотичною залежністю. Її наставник Yams помер у 2015 році від випадкового передозування наркотиками. Її мати, Венді Пейн, померла у 2017 році. В інтерв’ю Pitchfork у січні 2018 року вона описала, як тиск музичної індустрії зіграв певну роль у її залежності: «Я відчувала, що не пройшла через достатньо жахливих речей, щоб заслуговувати на цю кар'єру. Я ще не відчувала, що заслуговую на життя розмовами про своє життя, тому що я просто не могла спілкуватися з достатньою кількістю людей».
Роджерс випустила сингли «Selfie» (2013) і «Glen Coco» (2014). Після цього у 2015 році вийшов її перший EP I'm Not Here, This Isn't Happening. 19 серпня 2016 року вона випустила EP Ninety, відзначаючи 90 днів тверезості. Наступного року вона випустила EP Music 2 Die 2. Її останній EP In Case I Die First випущений у 2019 році.
Роджерс часто співпрацювала із продюсерами Cloud Atrium, Heaven in Stereo та 5TH DMNSN.
Її пісня Stupkid була випущена посмертно в день її 26-річчя, 19 серпня 2020 року.
Її перший повноформатний альбом Drug Opera був випущений посмертно 20 серпня 2021 року. Альбом включає композиції Junglepussy, Kur і A$AP ANT.

## Впливи
На творчість Роджерс вплинули різноманітні жанри, вона захоплювалася хіп-хопом з дитинства. Також помітний вплив на неї справили емо-рок гурти Fall Out Boy, Panic! at the disco і Paramore, а також рок- і метал-групи Alesana або Meshuggah.
Роджерс часто досліджувала темний бік людського досвіду, занурюючись у глибини наркотичної залежності, темряви та болю.
Вона дотримувалася буддизму як філософії та способу життя, вірила в силу кристалів і перетворюючої енергії.

## Смерть
Роджерс знайшли мертвою 8 квітня 2020 року, смерть наступила внаслідок випадкового передозування наркотиками. Її загибель на піку кар’єри привернула увагу провідних ЗМІ та музичних журналів усього світу.

## Дискографія
- Drug Opera (2021)